# Encyclia candollei
Encyclia candollei är en orkidéart som först beskrevs av John Lindley, och fick sitt nu gällande namn av Rudolf Schlechter. Encyclia candollei ingår i släktet Encyclia och familjen orkidéer. Inga underarter finns listade i Catalogue of Life.